# 3430 Bradfield
3430 Bradfield (1980 TF4) là một tiểu hành tinh vành đai chính được phát hiện ngày 9 tháng 10 năm 1980 bởi Carolyn S. Shoemaker ở Palomar.
Tiểu hành tinh được đặt tên theo William A. Bradfield, kỹ sư tên lửa ở vùng Dernancourt, phía nam nước Úc. Ông là người quan sát và phát hiện 12 sao chổi, đã có công lớn trong việc khám phá nhiều sao chổi sáng ở vùng Nam bán cầu trong những năm 1970 và 1980.